# Maryam Abacha
Maryam Abacha (sinh ngày 4 tháng 3 năm 1945) là góa phụ của Sani Abacha, tổng thống <i id="mwCA">thực tế</i> của Nigeria từ năm 1993 đến năm 1998.
Năm 1999 Maryam Abacha nói rằng chồng cô đã hành động theo ý tốt của Nigeria; Một quan chức của chính phủ Nigeria nói rằng Maryam Abacha nói rằng để thuyết phục chính phủ cấp cho cô một khoản bồi thường, vì tổng thống, Olusegun Obasanjo, đã bị Sani Abacha bỏ tù. Cho đến năm 2000 Maryam Abacha vẫn ở Nigeria. Cô sinh sống tại bang Kano, Nigeria.
Maryam và Sani Abacha có ba con gái và bảy con trai. Con trai cả còn sống sót của Maryam Abacha là Mohammed Abacha.

## Di sản
- Maryam Abacha thành lập Bệnh viện Quốc gia Abuja (ban đầu là Bệnh viện Phụ nữ và Trẻ em Quốc gia).
- Sứ mệnh hòa bình của đệ nhất phu nhân châu Phi. FEAP, NPI [6][7][8][9][10][11][12][13]